# Rika Dialina
Pour les articles homonymes, voir Dialina.
Rika Dialina, aussi Rika Diallina (en grec moderne : Ειρήνη (Ρίκα) Διαλυνά), nom de scène d'Irène Dialina, née le 8 août 1931 à Héraklion (Crète), est une actrice et reine de beauté grecque.
Elle a représenté la Grèce au concours de Miss Univers 1954 à Long Beach, en Californie.

## Biographie
Diallina (tout comme Miss Corée, Pu Rak Hi) s'est vue refuser l'entrée aux États-Unis en raison de sa prétendue affiliation communiste. Dialina n'a pas pu obtenir un visa américain pour avoir prétendument illustré un livre sur le communisme. Elle est remplacée par la première dauphine, Effie Androulakakis, qui remporte le prix Miss Friendship. Le secrétaire d'État américain John Foster Dulles intervient et Dialina obtient alors un permis d'entrée temporaire. Elle arrive quelques jours avant l'événement, faisant partie des seize finalistes. Effie Androulakakis est invitée à rester dans la compétition en tant que Miss Crète, mais elle refuse, déclarant que Dialina est « le choix des habitants de mon pays pour les représenter ici ».
Dialina se marie aux États-Unis et s'y établit.

## Filmographie partielle

### Au cinéma
- 1954 : To Pontikaki : Christina
- 1955 : Kokkina triantafylla
- 1959 : Diakopes stin Kolopetinitsa : Judy
- 1959 : Laos kai Kolonaki : Dedi
- 1959 : Na zisoun ta ftohopaida : Diane
- 1959 : Gia à psomi kai ton erota : Hilda
- 1959 : Enas vlakas kai misos : Ourania Karamaouna
- 1960 : To Koroidaki tis despoinidos : Aliki
- 1960 : Randevou sti Venetia
- 1961 : To Spiti tis idonis
- 1961 : O arhontas tou kampou
- 1961 : O kalos mas angelos
- 1963 : Les Trois Visages de la peur (I tre volti della paura) : Maria
- 1963 : Les Monstres : Anna
- 1964 : Gamos ala... ellinika : Madame. Panagiotou
- 1964 : Docteur Mabuse et le rayon de la mort : Judy
- 1965 : Juliette des esprits : femme du cauchemar
- 1966 : Amore all'italiana
- 1966 : Diplopennies : Rita
- 1966 : Moi, moi, moi et les autres
- 1970 : O xerokefalos : Sophie
- 1970 : Natane to 13, napefte se mas! : Lola
- 1970 : I! taxitzou
- 1971 : Ethelontis ston erota : Tzina Karneli
- 1971 : Piso mou s 'eho, satana!
- 1971 : O! agathiaris kai i atsida : Mitsouko
- 1971 : O! dromos ton iroon
- 1971 : O trellopenintaris : Madame Jefferson
- 1971 : O faflatas : Fofi
- 1972 : Ti 30... ti 40... ti 50... : Natalia
- 1978 : O efialtis
- 1980 : O parthenokynigos
- 1981 : Oi tyhodiohtes
- 1981 : Ta kamakia : Nadia
- 1982 : Amours de vacance : Monica
- 1986 : Peraste... filiste... téléiosate!
- 1986 : Ikoyenia pantrevomaste
- 1987 : Bananes
- 2000 : Orphée et Eurydice de Paul Pissanos : Bergère

## Récompenses et distinctions
- (en) Rika Dialina: Awards, sur l'Internet Movie Database